# Gustaf Sandberg (konstnär)
Gustaf Emil Sandberg, född 12 januari 1876 i Gränna, död 7 juli 1958 i Fagersanna, var en svensk skulptör och överlärare vid Tekniska skolan.
Han har utfört ett flertal monumentala arbeten, ofta i nära samarbete med Sveriges främsta arkitekter, såsom Ragnar Östberg, Carl Westman och Cyrillus Johansson.

## Liv och verk

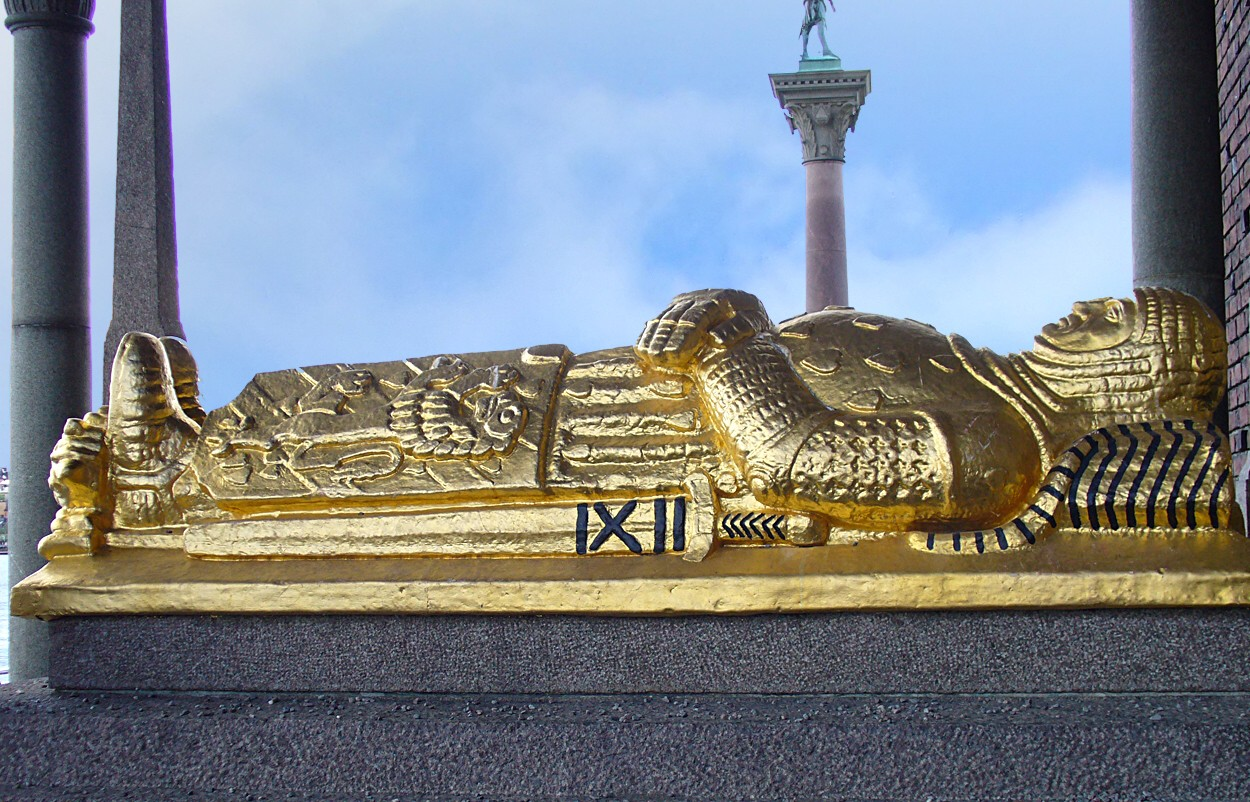
Gustaf Sandbergs kenotaf över Birger jarl vid Stockholms stadshus.

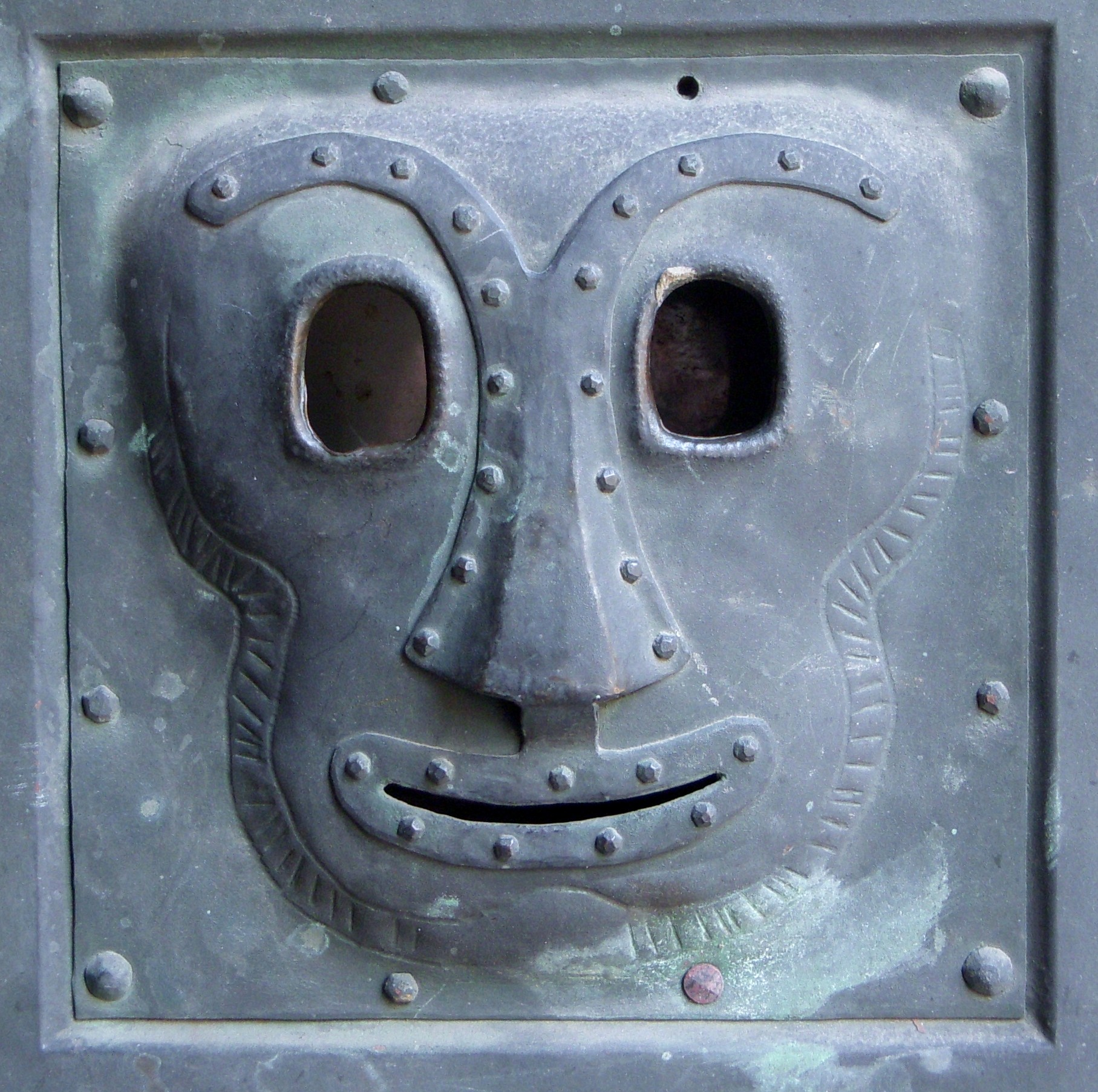
Kopparmask vid entrén till Stockholms rådhus

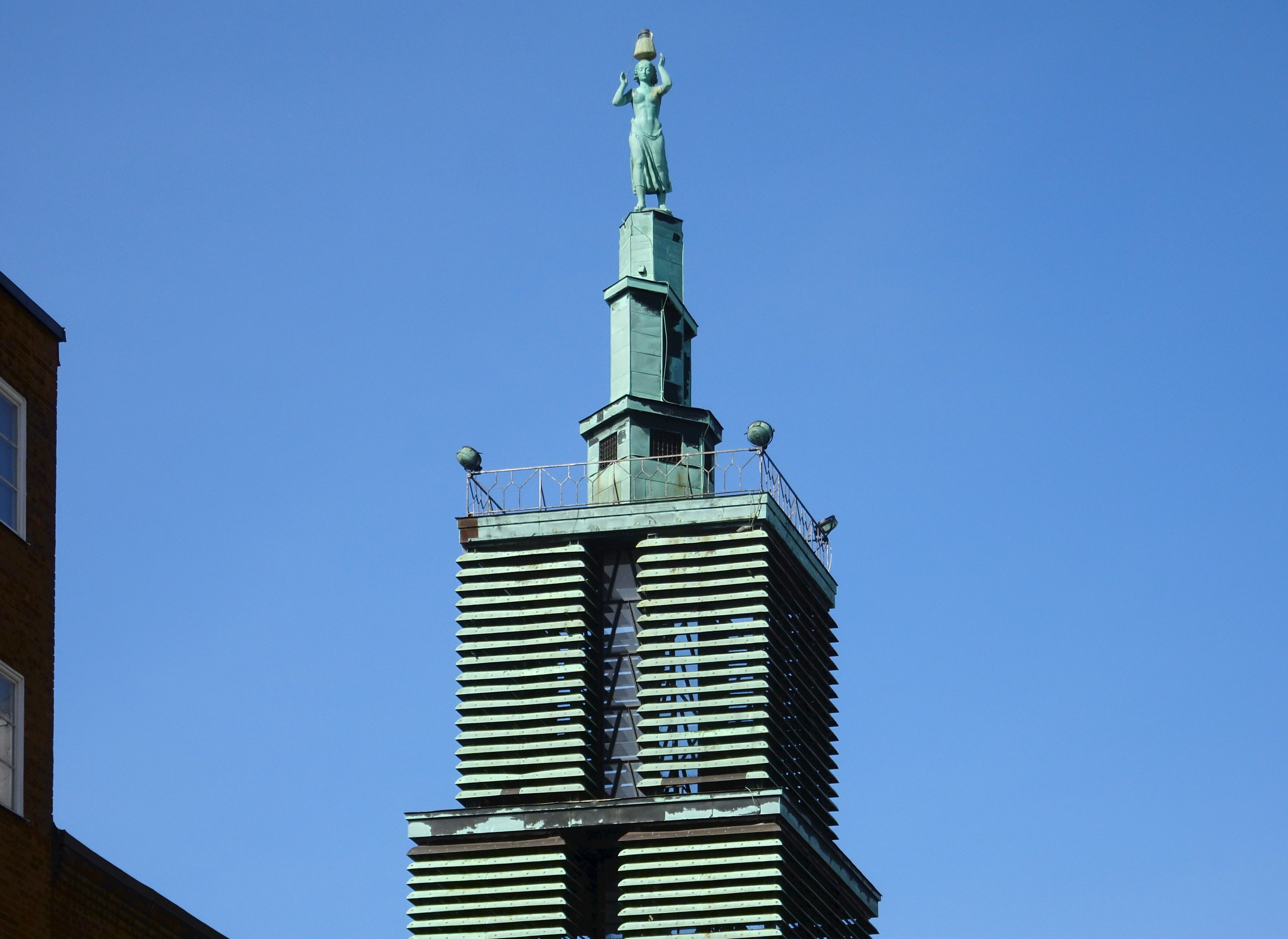
"Vattenbärerskan" på Apotekarnes mineralvattenfabrik, Stockholm.

Gustaf Sandberg kom till Stockholm i slutet av 1890-talet där han kom i lära hos ornamentbildhuggaren Wilhelm Hoffman som följdes med samtidiga studier vid Tekniska skolan i Stockholm 1897–1901 han lämnade arbetet hos Hoffman 1903 för att arbeta som medhjälpare till Christian Eriksson. Han följde med Eriksson till Paris 1905 för att biträda Eriksson i utförandet av gruppen Idyll som placeras på Djurgårdens kärleksudde 1907. När arbetet var klart stannade Sandberg kvar ett år i Paris där han studerade skulptur för bland annat Jean-Antoine Injalbert, han återvände senare till Paris 1910–1911 för ytterligare skulpturstudier. 
Han var 1912–1916 anställd vid rådhusbygget i Stockholm, där han vid huvudportalen utfört S:t Erik i granit och Justitia i driven koppar och De sju dödssynderna i granit och vidare huvudentréns hall Valans pelare samt på gården Justitiabrunnen. Under sina fyra år vid rådhusbygget ansvarade han för merparten av modellerna till de utsmyckade stenfigurer som  Carl Westman föreslog, modellerna utfördes i en folkligt humoristisk medeltidsstil. Materialen till de slutliga stenfigurerna är byggnadens granit och kalksten som Sandberg smidigt utnyttjat i anslutning till arkitekturen. Utförandet av de modellerade skulpturerna överläts till olika hantverkare men Sandberg lade alltid sista handen på den slutliga skulpturen innan den placerades på sin plats. 
Åren 1916–1922 var han tillsammans med sin bror Aron anställd vid stadshusbygget i Stockholm, där han bland annat utfört portföljarna i granit mot Hantverkargatan med den tre meter långa Birger jarls kenotaf i blästrad grå granit överdragen med förgyllt bly vid stadshustornets östra fot, takfigurer och porträttbyster, till exempel av Ragnar Östberg i Blå Hallen. Vid utformningen av skulpteringen för Stadshuset arbetade han i en klar renässansform för att dekorationerna skulle smälta in i arkitekturen där det tydligaste exemplet är statyn Helgonet med kronan som är placerad i en nisch ovanför Norra valvet på Borgargården samt Arkitekturen i presidiesalen båda dessa skulpturer är utförda i driven koppar av Ragnar Myrsmeden efter Sandbergs modeller. 

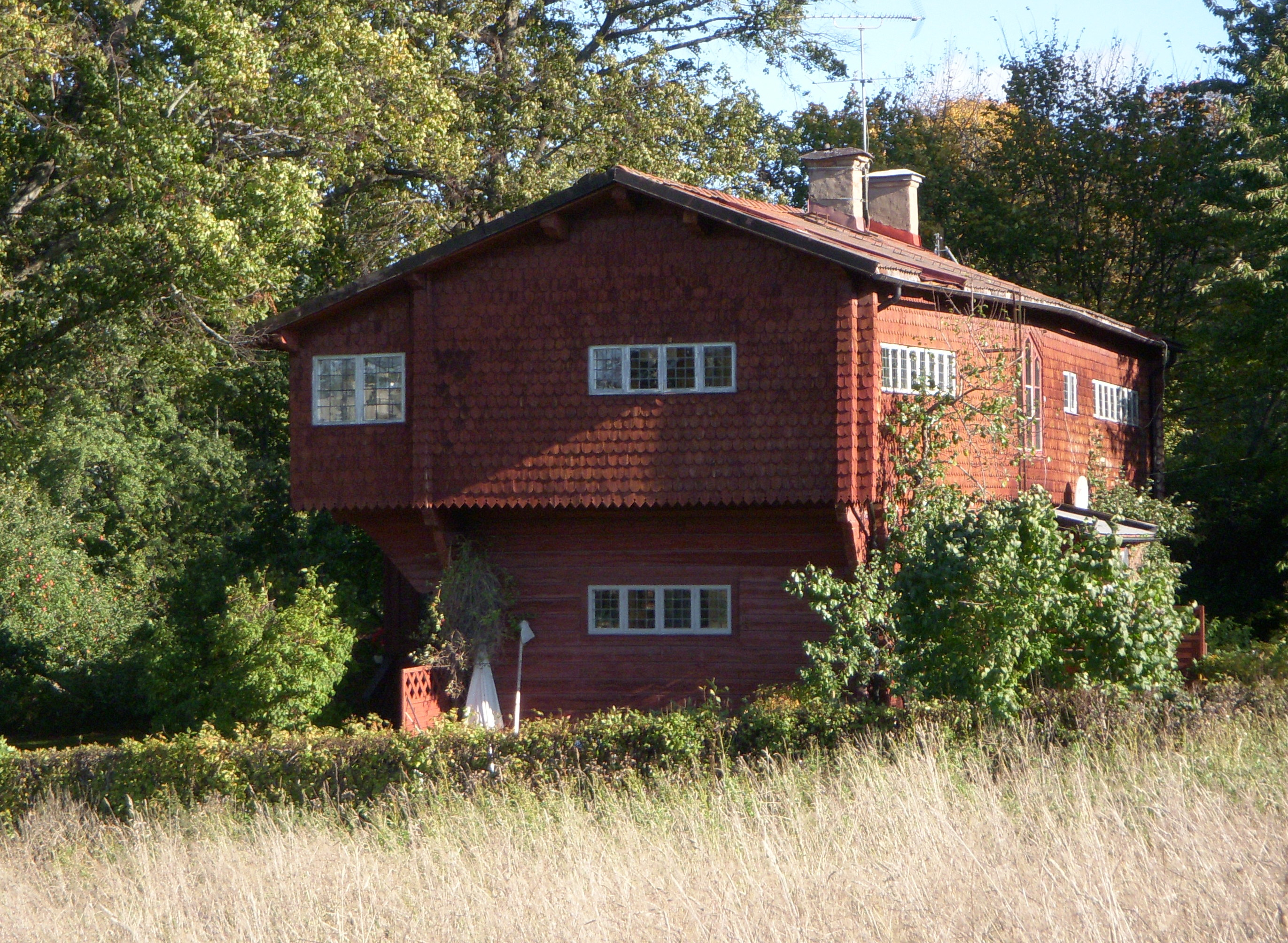
Ornässtugan, Ulriksdal, 2014.

Åren 1922–1925 var han verksam i Göteborg, 1923 arbetade han med jubileumsutställningen Nordisk konst i Göteborg. Bland hans andra offentliga uppdrag såsom lyktstolpar samt reliefer och porträttbyster för nybyggnaden av Chalmers tekniska institut 1925 och utsmyckningar Göteborgs huvudpostkontor. Till Riddarholmskyrkan i Stockholm utförde han fyra evangelistsymboler och till Stora Råda kyrkas korportal i Dalarna en relief framställande Luther och Melanchthon, väggfontäner för Sofiero slott i Skåne, och vid Östbergs byggnad för Patent- och registreringsverket utförde han ett flertal portalfigurer. För Värmlands museumsgård i Karlstad formgav han en brunnsdekoration och till Apotekarnes mineralvattenfabrik i Stockholm modellerade han tornfiguren Vattenbärerskan som utfördes av Myrsmeden i driven koppar. Vid byggandet av kraftverket Harsprångets mottagningshall fick han utföra en större väggrelief och till hans sista större arbeten räknas fontänen Våren som han utförde för Ljusdals köping i Hälsingland.  
Gustaf Sandberg vann flera stora skulpturtävlingar, men inget kom till utförande. Bland annat fick han pris för större utsmyckningsreliefer för Riksdagens plenisalar 1906, Wennerbergmonumentet i Uppsala 1908, stater över Karl X Gustav i Stockholm 1912 och en staty över Gustav Vasa i Kalmar 1924 samt Topeliusmonumentet i Helsingfors och utsmyckning av Statens historiska museums lilla gård i Stockholm. Vid tävlingen om ett Engelbrektsmonument vid Stadshuset 1917 deltog han med en skiss visande en ståtlig bred men med auktoritet och vid tävlingen om Nationalmonumentet 1910 kom han på andra plats efter Christian Eriksson. Parallellt med de stora monumentala uppdragen vid olika byggnationer arbetade han självständigt med mindre figur- och porträttskulpturer bland annat utförde han porträtt av Carin Östberg som ställdes ut 1923 och något år senare utförde han ett porträtt av Ragnar Östberg som inköptes av Stadshuset 1936. Band figurskulpturerna märks verket Tröst utförd i sjödränkt ek, Livsluft i lönn och Mor med barn i brons. Han arbetade ofta tillsammans med brodern Aron, som han delade ateljé med fram till sin död. De arbetade ofta som "Bröderna Sandberg" och det är därför svårt att veta vem som gjorde vad vid de gemensamma uppdragen. Från 1925 undervisade de båda bröderna i bildhuggeri och modellering under 20 års tid vid Tekniska skolan i Stockholm, nuvarande Konstfack. 
Han var, tillsammans med konstnären Axel Wallert, bosatt i konstnärshuset "Ornässtugan" vid Ulriksdals slott i Solna. Det byggdes som en kopia av originalet i Dalarna, för att visa svensk allmogekultur på världsutställningen i Paris 1867. Karl XV köpte stugan och lät flytta den till slottsparken, med inventarier och allt. Idag[när?] ägs och bebos huset av konstnärernas barnbarn. Han medverkade i Konstnärsförbundets utställning på Liljevalchs konsthall 1916, skulpturutställningen i samma lokal 1923, industri- och konstutställningen i Nässjö 1922, jubileumsutställningen i Göteborg 1923, Jönköpingsutställningen 1928, utställningen Hur smycka vår stad som visades i Helsingborg 1945, samlingsutställningar i Tibro 1949 och 1951, Konst i Ljusdalshem som visades i Ljusdal 1951, Samlingsutställningar i Vännäsby, Kramfors och Härnösand, Liljevalchs Stockholmssalong 1958 samt i flera av Sveriges allmänna konstförenings utställningar i Stockholm 1940–1957. Tillsammans med sin fru och döttrar ställde han ut i Örnsköldsvik 1946 och tillsammans med dottern Kerstin ställde han ut i  Östersund 1947. Han tilldelades ett av Stockholms stads kulturstipendier 1956. Sandberg är representerad vid Nationalmuseum i Stockholm och Kalmar konstmuseum.
Gustaf Sandberg var son till lantbrukaren Anders Johan Sandberg och Kristina Jaensdoter. Han var bror till Aron Simon Sandberg och från 1916 gift med textilkonstnären Greta Sjunnersson samt far till konstnärerna Kerstin  Bränngård och Birgitta Sandberg samt morfar till textilkonstnären Agneta Bränngård Lind och farbror till Margareta Sandberg-Hög.

## Andra verk i urval

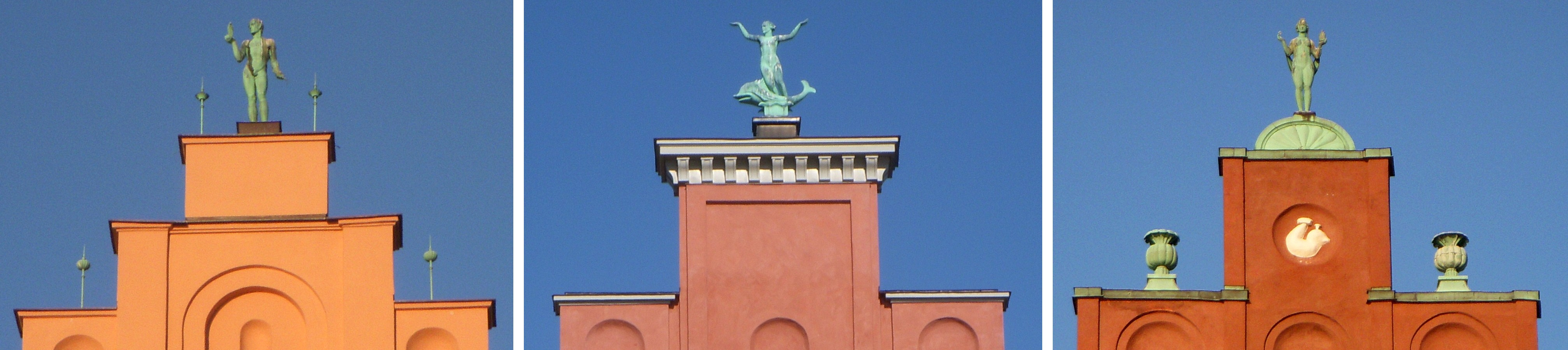
Takskulpturer (Norr Mälarstrand) utförda av bröderna Sandberg.

- En 12 meter lång stuckrelief till Harsprångets kraftstation
- Fontänskulpturen "Våren" i Ljusdal (återinvigd 2009)
- Reliefer i gjutjärn till M/S Kungsholm (1928)
- Offentliga utsmyckningar till Dramatiska teatern och Riddarholmskyrkan, Stockholm
- Karyatider till Patent- och Registreringsverket vid Valhallavägen, Stockholm
- Tegelreliefer till Centrumhuset, Stockholm
- Vattenbärerskan på Apotekarnes mineralvattenfabriks kyltorn, Stockholm

### Övriga källor
- Svenskt konstnärslexikon del V, sid 29-30, Allhems Förlag, Malmö. Libris 8390293
- Konstnärslexikonett amanda
- Uppgifter från konstnärens barnbarn